# Wrath and Ruin
Wrath and Ruin è il settimo album del gruppo musicale statunitense di genere thrash metal dei Warbringer, pubblicato dall'etichetta discografica Napalm Records il 14 marzo 2025.

## Tracce
1. The Sword and the Cross – 6:07
2. A Better World – 3:45
3. Neuromancer – 5:27
4. The Jackhammer – 3:14
5. Through a Glass, Darkly – 4:58
6. Strike from the Sky – 3:44
7. Cage of Air – 6:49
8. The Last of My Kind – 6:01

## Formazione
- John Kevill - voce
- Adam Carroll - chitarre
- Chase Becker - chitarre
- Chase Bryant - basso
- Carlos Cruz - batteria, chitarre, tastiere